# Willyrex
Willyrex   (Madrid, 9 de maig de 1993), pseudònim de Guillermo Díaz Ibáñez, és un youtuber espanyol.

## Trajectòria
D'ençà de l'octubre del 2010, penja vídeos de gameplay a la plataforma de YouTube. Juntament amb El Rubius, destaca com un dels pioners en aquest àmbit. El 2019, el seu canal tenia uns 15 milions de subscriptors. A més a més, el 2021 va començar a fer directes a Twitch amb contingut similar.

## Vida personal
Va néixer i créixer a Madrid amb els seus pares i la seva germana petita. De ben petit va afeccionar-se als videojocs. Abans de dedicar-se a la creació de contingut a internet, estudiava Administració i Direcció d'Empreses. Va deixar la carrera pocs mesos després d'haver-la encetat per tal de concentrar tot el temps a YouTube.
El maig del 2014, es va mudar i va residir un temps a Los Angeles acompanyat del també cèlebre youtuber espanyol Samuel de Luque, Vegetta. Junts van publicar una col·lecció de llibres infantils, Wiggeta, amb més d'una quinzena de títols editats. Amb tot, a l'inici del 2016 es va traslladar a Andorra, on resideix actualment.
L'agost del 2019, va anunciar que s'havia compromès amb Cristina Urbi, de qui era fins aleshores parella. El gener del 2021, va néixer la seva filla María. A la fi, el juliol del 2022 es va dur a terme el casament entre ell i la seva dona, el qual havia estat postergat per la pandèmia de COVID-19.